# Дубенск
Дубенск — деревня  в  Смоленской области России,  в Тёмкинском районе. Население — 51 житель (2007 год) . Расположена в восточной части области  в 14 км к северу от Тёмкина, в 7 км к западу от автодороги Тёмкино – Гагарин. Входит в состав Батюшковского сельского поселения.

## История
16 декабря 1916 года в деревне родился Герой Советского Союза, капитан, лётчик-истребитель 7-го истребительного авиационного полка Рыжов Е.М. Его именем назван сквер в Севастополе и установлен памятник .